# Triade capitoline

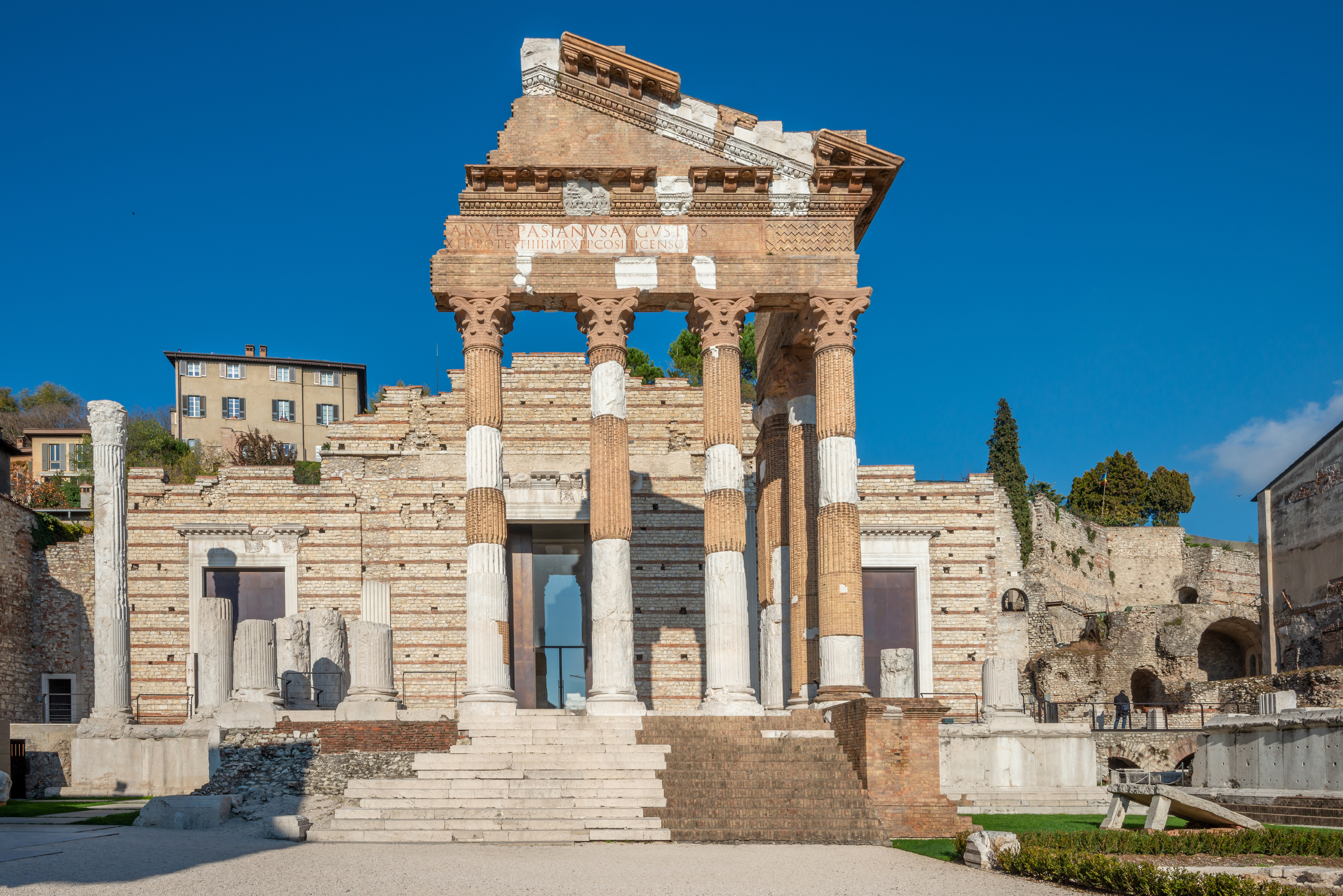
Temple de la triade capitoline de Brescia (Lombardie, Italie).

La triade capitoline désigne, dans la religion romaine, les trois divinités Jupiter, Junon et Minerve qui étaient honorées au temple de Jupiter Capitolin, sur le Capitole à Rome. Celle-ci se substitue à la triade précapitoline Jupiter-Mars-Quirinus qui ne semble pas avoir eu lieu au début sur le Quirinal.
La triade capitoline est progressivement devenue l'empreinte culturelle romaine dans de nombreuses villes romaines, comme on peut le voir notamment à Pompéi, à Djemila ou sur les bas-reliefs d'Alésia. Elle célèbre Jupiter, dieu de la foudre, du tonnerre, du ciel et de la lumière, et défenseur de la justice, Junon, reine des dieux et du ciel, et protectrice des femmes, et Minerve, déesse de la sagesse, des arts et des techniques de la guerre, et protectrice de Rome. 
Les cérémonies en l'honneur de la triade capitoline étaient organisées chaque année par le Grand Pontife ou Pontifex maximus. Son culte s'est poursuivi à Rome jusqu'à la reconnaissance du christianisme comme religion d'État.
Selon Tite-Live, le temple de Jupiter Capitolin a été consacré en 509 av. J.-C., soit la première année de la République romaine après l'expulsion des rois étrusques. 
Georges Dumézil a révélé que le culte de ces trois divinités romaines a été précédé par la vénération d'une autre triade d'origine indo-européenne, baptisée « triade précapitoline », qui regroupait Jupiter, Mars et Quirinus. C'est sous l'influence des traditions étrusques que ces deux dernières divinités ont été remplacées par  Junon et Minerve. Cette substitution a marqué la fin du modèle des fonctions tripartites indo-européennes, quoiqu'on puisse retrouver la fonction guerrière de  Mars en sa demi-sœur (ils n'ont pas la même mère) Minerve qui allie sagesse et calcul à la fureur guerrière et la fonction « fertile » de Quirinus dans Junon déesse du foyer conjugal.